# Synanthedon cyanescens
Synanthedon cyanescens là một loài bướm đêm thuộc họ Sesiidae. Nó được biết đến ở Cộng hòa Dân chủ Congo và Zambia.